# Cypella herbertii
Cypella herbertii là một loài thực vật có hoa trong họ Diên vĩ. Loài này được (Lindl.) Herb. miêu tả khoa học đầu tiên năm 1826.